# Казьмин, Пётр Иванович
Пётр Иванович Казьмин (20 декабря 1915, с. Паника, Тамбовская губерния — 7 января 2010, Кратово, Московская область) — Герой России (1996), заслуженный лётчик-испытатель СССР (1966), подполковник (1970).

## Биография
Родился 20 декабря 1915 году в селе Паника Кирсановского уезда Тамбовской губернии. С 1929 года жил в Москве. Окончил ФЗУ, работал слесарем-лекальщиком на заводе.
В 1936 году окончил аэроклуб МАИ. В 1937—1940 — лётчик-инструктор аэроклуба МАИ, через год становится инструктором. Подготовил и выпустил 40 пилотов. Затем был направлен на курсы усовершенствования начсостава Оборонного общества. Как прекрасный пилотажник неоднократно участвовал в воздушных парадах в Тушино. За это время освоил несколько типов планеров и самолётов, в том числе и современных.
В 1940 году окончил Московский химико-технологический институт. Работал начальником смены на одном из московских оборонных заводов.

## Война
С весны 1942 года — в действующей армии на должности командира эскадрильи. Был направлен на боевую работу в район Миллерово, прикрывал объекты в городе Горьком, участвовал в Сталинградской и Курской битвах, в освобождении Украины. Порой, участвуя в воздушных боях с фашистскими асами, его самолёт получал значительные повреждения, но высокое мастерство летчика,
смекалка и находчивость позволяли всегда посадить машину на свой аэродром.
С 1943 года — в ударном авиационном полку особого назначения. Их было всего два — 907-й и 910-й, в которые отбирали только отличившихся. К тому времени Пётр Казьмин был известен не только как мастер пилотажа, но и как воздушный боец. Однажды за одну ночь он сбил сразу два самолета-разведчика. За время Великой Отечественной войны совершил 173 боевых вылета, сбил в общей сложности четыре самолета противника.
Казьмин П. И. воевал на самолете, который был ему особенно дорог. Это был истребитель Як-1, принадлежавший Василию Сталину. Однажды Сталин прилетел в эскадрилью, где служил Казьмин П. И. Наутро самолет не мог взлететь из-за выпавшего снега, и он решил оставить его в полку. Закамуфлированный, черный самолет в полку прозвали «Черным вороном». Однажды в районе Миллерово, во время патрулирования подступов к Сталинграду, с его самолетом случилось непредвиденное — воздушным потоком сорвало устройство, которое фиксирует переднюю стойку шасси.
Пройдя над аэродромом, Казьмин П. И. продемонстрировал неисправность шасси. Внизу на большом листе фанеры вывели: «Прыгай!», но он не захотел бросить боевую машину, и сумел посадить самолет на одной «ноге» и крыле. Повреждения можно было исправить, однако возникло осложняющее обстоятельство. На следующий день эскадрилья получила приказ перелететь из Миллерово в Воронеж. П. И. Казьмина и техника оставили на аэродроме ремонтировать машину. Её чинили три дня под шум канонады приближавшегося боя… Взлетели они незадолго до прихода фашистов с заминированного аэродрома. Летели вдвоем на одноместном истребителе. Механик разместился на радиаторе, нагревавшемся до температуры 110 градусов, положив на него куртки.

## После войны
После войны продолжал службу в авиации. С 1946 года старший лейтенант П.Казьмин — в запасе.
В 1947—1976 годах — лётчик-испытатель Лётно-исследовательского института (ныне — имени М. М. Громова). Провёл испытания самолёта «346» в планерном варианте (1947); исследования устойчивости, управляемости и манёвренности реактивного истребителя МиГ-17 на околозвуковых, звуковых и сверхзвуковых скоростях полёта (в 1952 году он первым значительно превысил скорость звука на серийном самолете МиГ-17 при отвесном пикировании); испытания по отработке дозаправки сверхзвукового истребителя МиГ-19 от бомбардировщика Ту-16 (1955); испытания жидкостно-реактивного двигателя РУ-013 на самолёте Ил-28Р (1958); испытания реактивного пассажирского самолёта Ту-104 на режимах невесомости и много других испытательных работ.
После ухода с лётной работы продолжал трудиться в Лётно-исследовательском институте на должностях: ведущего инженера, начальника экспедиции на Байконуре, диспетчера. Долгие годы возглавлял комитет ДОСААФ института, лично участвовал в многочисленных автогонках и авторалли, мастер спорта СССР по автомобильному спорту.
Похоронен на Быковском кладбище в городе Жуковский.

## Награды
- Герой России (1996). Награда Президента Российской Федерации от 18 декабря 1996 года: «За мужество и героизм, проявленные в годы войны и при испытании новой авиационной техники»[4]
- Заслуженный лётчик-испытатель СССР (1966)
- Орден Октябрьской Революции
- Орден Отечественной войны 1-й степени
- Орден Отечественной войны 2-й степени
- Орден Трудового Красного Знамени
- Орден Красной Звезды
- Медали
- Почётный гражданин города Жуковский[5].